# 方殿荣
方殿荣（1949年—），黑龙江穆陵人，中国人民解放军将领、中国人民解放军中将。
毕业于空军第七航空学校。2003年，接替汪超群，担任成都军区空军司令员。2004年，授中国人民解放军中将军衔。